# Proechimys magdalenae
Proechimys magdalenae är en däggdjursart som först beskrevs av Hershkovitz 1948.  Proechimys magdalenae ingår i släktet Proechimys och familjen lansråttor. Inga underarter finns listade i Catalogue of Life.
Denna gnagare förekommer i Colombia väster om Magdalenafloden.
Arten godkänns inte av IUCN. Den listas där som synonym till Proechimys chrysaeolus.